# Premi dels problemes del mil·lenni
Els Problemes del Premi del Mil·lenni (Millennium Prize Problems, en anglès) són set problemes de matemàtiques que van ser enunciats pel Clay Mathematics Institute l'any 2000. Els problemes són P versus NP, la conjectura de Hodge, la conjectura de Poincaré, la hipòtesi de Riemann, l'existència i mass gap de la teoria de Yang-Mills, l'existència i regularitat de solucions per a les equacions de Navier-Stokes, i la conjectura de Birch i Swinnerton-Dyer. La resolució de qualsevol d'aquests problemes comporta un premi d'un milió de dòlars.
Actualment, l'únic Problema del Mil·lenni que ha estat resolt és la conjectura de Poincaré, que va ser resolta pel matemàtic rus Grigori Perelman l'any 2003.